# Devi (pel·lícula)
Devi ((bengalí: দেবী, Debī, la deessa) és una pel·lícula dramàtica índia del 1960 dirigida per Satyajit Ray, protagonitzada per Sharmila Tagore i Soumitra Chatterjee. Està basat en una història curta de Provatkumar Mukhopadhyay.

## Argument
A la Bengala rural del segle xix, Doyamoyee (Sharmila Tagore) i el seu marit Umaprasad (Soumitra Chatterjee) viuen amb la família d'Umaprasad. El germà gran d'Umaprasad, Taraprasad, la seva dona i el seu fill petit Khoka (amb qui Doyamoyee comparteix un vincle especial) també viuen en aquesta casa. El pare d'Umaprasad i Taraprasad, Kalikinkar Choudhuri, és un devot seguidor de la deessa Kali.
L'Umaprasad marxa cap a Calcuta per ensenyar a la universitat i aprendre anglès, i Doyamoyee es queda a casa per tenir cura del seu sogre. Un vespre, Kalikinkar té un somni viu que barreja els ulls de la devi Kali i la cara de Doyamoyee. Quan Kalikinkar es desperta, està convençut que Doyamoyee és un avatar de Kali. Va a Doyamoyee i l'adora als seus peus. Després del gest de Kalikinkar, Taraprasad també accepta a Doyamoyee com a deessa. Però la dona de Taraprasad creu que tota la idea és ridícula i escriu una carta a Umaprasad instant-lo a tornar a casa el més aviat possible. Aviat Kalikinkar comença a adorar Doyamoyee oficialment i canvia d'habitació i estils de vida, etc. Molta gent comença a visitar-la i ofereix oracions i beure charanamrito (aigua amb la que s'ha rentat els peus de la devi). Llavors ve un home amb el seu fill malalt terminal, i després de beure aquest charanamrito, el fill desperta. Aquesta coincidència fa que altres persones creguin que ella és una encarnació de la deessa. Umaprasad torna a casa en aquest moment i està horroritzat pel que veu i, tanmateix, és incapaç de contrarestar les afirmacions del seu pare sobre que Doyamoyee és la mateixa deessa a causa d'aquest recent "miracle".
L'Umaprasad es cola a l'habitació de Doyamoyee i la convenç d'escapar amb ell a Calcuta. Un cop arriben a la riba del riu des d'on se suposa que haurien d'agafar un vaixell, Doyamoyee es nega perquè té por i comença a dubtar que si realment fos la deessa, podria fer mal a Umaprasad si desafia els desitjos de la família i s'escapa. Umaprasad la torna a la seva habitació i finalment se'n va a Calcuta de nou. Amb el pas del temps, Doyamoyee, amb només disset anys, es veu ofegada per la solitud que s'imposa. Khoka (el seu nebot) també l'evita tot i que abans passava la major part del temps amb ella. Es veu obligada a una vida d'aïllament i mite, lluny d'una vida de realitat. Això l'entristeix profundament, però no pot escapar perquè està lligada a les supersticions i a una societat patriarcal.
Mentrestant, Khoka ha desenvolupat una forta febre. La família es nega a anar al metge, més aviat creien que el charanamrito de Doyamoyee curarà Khoka. Així que mantenen el nen a prop de Doyamoyee aquella nit. Però sent una persona lògica, la mare de Khoka demana a Doyamoyee que es rendeixi i que li digui al sogre que visiti el metge. Però com a noia jove de disset anys, Doyamoyee no pot expressar-ho i, en canvi, decideix mantenir Khokha amb ella aquesta nit perquè troba a faltar la seva companyia, mentre espera que es recuperi miraculosament.
L'endemà al matí, quan Umaprasad torna a casa per prendre mesures contra les creences del seu pare i per alliberar Doyamoyee d'aquesta situació, descobreix que el seu pare està plorant als peus de la deessa Kali. El motiu és que en aquell matí Khoka ha mort per falta de tractament adequat; el Charanamrito no va funcionar i la creença va costar la vida al nen. Umaprasad es dirigeix a l'habitació de Doyamoyee i la troba en un estat anormal, mentre murmura que hauria d'anar a l'aigua (visarjan - les estàtues de déu i deessa s'ofeguen a l'aigua després que s'hagi completat el culte), en cas contrari la família la mataria. Umaprasad és incapaç de donar-li sentit, ja que la mort de Khoka i les seves pròpies experiències de ser anomenada deessa esdevenen massa per suportar-ho, trencant-la psicològicament.
La història és un bon atac al dogmatisme religiós en una societat patriarcal.

## Repartiment
- Sharmila Tagore - Dayamoyee
- Chhabi Biswas - Kalikinkar Choudhuri
- Soumitra Chatterjee - Umaprasad
- Purnendu Mukherjee - Taraprasad
- Karuna Banerjee - Harasundari
- Arpan Chowdhury - Khoka, nen
- Anil Chatterjee - Bhudeb
- Kali Sarkar - Professor Sarkar
- Mohammed Israil - Nibaran
- Khagesh Chakravarti - Kaviraj
- Nagendranath Kabyabyakarantirtha - Sacerdot
- Santa Devi - Sarala

## Preservació
L'Academy Film Archive ha preservat Devi el 1996.

## Recepció crítica i llegat
La pel·lícula va rebre elogis de la crítica quan es va estrenar. On Rotten Tomatoes, Devi holds a score of 100% based on 10 reviews for an average rating of 7.6/10. Els directors William Wyler i Elia Kazan han descrit la pel·lícula com una "poesia sobre cel·luloide".
La pel·lícula ha estat adaptada en una òpera, The Goddess, d'Allen Shearer.

## Premis
National Film Awards
- 1960: Medalla de plata del president a la millor pel·lícula en bengalí[7]

Festival Internacional de Cinema de Canes
- 1962: Palma d'Or - Nominada[8]